# Katerine Avgoustakis
Katerine, właściwie Katerine Avgoustakis (ur. 16 września 1983) – belgijska piosenkarka, posiadająca również greckie korzenie ze strony ojca.
Zadebiutowała w 2002 roku jako członkini zespołu Indiana, z którym doszła do półfinału w narodowym etapie eliminacji do Konkursu Eurowizji, zaprezentowała wtedy utwór Imitation Love.
Po rozstaniu z zespołem – trzy lata później wystąpiła w programie Star Academy, w Polsce znanego pod nazwą Fabryka Gwiazd, gdzie udało jej się zwyciężyć a następnie podpisać kontrakt płytowy.
Brała udział w sesjach zdjęciowych do belgijskich magazynów, takich jak:
Che Magazine, People Magazine.
Brała również udział w belgijskiej edycji Gwiazdy tańczą na lodzie, jej partnerem był Sacha Blanchet, zajęli 2. miejsce.
Obecnie mieszka w mieście Maasmechelen w Belgii, gdzie poza muzyką prowadzi także swój własny program w telewizji JIMTv, poświęcony flamandzkiej muzyce.
8 sierpnia 2009 w Sopocie wykonując utwór pt. „Ayo Technology” wygrała konkurs na Zagraniczny Hit Lata Sopot Hit Festiwalu.
W 2010 roku razem z Kasią Wilk zaśpiewały na gali Eska Music Awards 2010. Katerina zaśpiewała piosenkę Kasi Wilk, a Kasia Kateriny.
Jej pierwszy album Katerine ukazał się w listopadzie 2005 roku. Znajduje się na nim hit Here Come All The Boys. W roku 2006 otrzymała 2 duńskie nagrody Best Female Artist oraz Best Music Video National. Rok później ukazały się jej kolejne utwory Take Me Home oraz Catfight. Następny rok przyniósł artystce występ w belgijskim odpowiedniku programu Gwiazdy tańczą na lodzie - Sterren op het Ijs. Między artystką a wytwórnią jej płyt doszło do nieporozumień, w wyniku których zmieniła wytwórnię na Mostiko.

## Dyskografia

### Albumy
- 2005 – Katerine
- 2008 – Overdrive

### Single
- (BEL) – UltraTop 50, (NED) – GfK Single Top 100

| Rok  | Tytuł                        | Album                | Pozycja | Pozycja | Pozycja |
| Rok  | Tytuł                        | Album                | BEL     | NED     |         |
| ---- | ---------------------------- | -------------------- | ------- | ------- | ------- |
| 2005 | „New Day”                    | Katerine             | 2       | -       |         |
| 2005 | „Here Come All The Boys”     | Katerine             | 5       | 89      |         |
| 2006 | „Take Me Home/Watch Me Move” | Katerine             | 15      | -       |         |
| 2006 | „Catfight”                   | Katerine             | 32      | -       |         |
| 2007 | „Live Wire”                  | Overdrive            | 27      | -       |         |
| 2007 | "Don't Put It On Me"         | Overdrive            | -       | -       |         |
| 2008 | „Shut Your Mouth”            | Overdrive            | 3       | -       |         |
| 2008 | „He's Not Like You”          | Overdrive            | 34      | -       |         |
| 2008 | „Ultrasonic”                 | Overdrive            | 20      | -       |         |
| 2008 | „Upon The Catwalk”           | Overdrive            | 38      | -       |         |
| 2009 | „Ayo Technology”             | Overdrive (reedycja) | -       | -       |         |
| 2009 | „Treat Me Like A Lady”       | Overdrive (reedycja) | 26      | -       |         |
| 2010 | „Enjoy The Day”              | -                    | 26      | -       |         |